# Лоннерштадт
Лоннерштадт (нем. Lonnerstadt) — община в Германии, в земле Бавария. 
Подчиняется административному округу Средняя Франкония. Входит в состав района Эрланген-Хёхштадт. Подчиняется управлению Хёкстадт ан дер Айш.  Население составляет 1987 человек (на 31 декабря 2010 года). Занимает площадь 22,72 км².
Община подразделяется на 4 сельских округа.

## Население
По оценке на 31 декабря 2015 года население общины Лоннерштадт составляет 1998 чел. 

| Дата      | 1840 | 1871 | 1900 | 1925 | 1939 | 1950 | 1961 | 1970 | 1987 | 2011 |
| --------- | ---- | ---- | ---- | ---- | ---- | ---- | ---- | ---- | ---- | ---- |
| Население | 1429 | 1403 | 1295 | 1241 | 1226 | 1791 | 1473 | 1421 | 1608 | 2012 |

| Год       | 1960 | 1970 | 1980 | 1990 | 2000 | 2009 | 2010 | 2011 | 2012 | 2013 | 2014 | 2015 |
| --------- | ---- | ---- | ---- | ---- | ---- | ---- | ---- | ---- | ---- | ---- | ---- | ---- |
| Население | 1481 | 1427 | 1465 | 1694 | 1919 | 1992 | 1987 | 1986 | 1994 | 1974 | 1976 | 1998 |